# 帕米耶区
帕米耶区（法語：Arrondissement de Pamiers）是法国阿列日省所辖的一个区。总面积1052.2平方公里，总人口64873，人口密度62人/平方公里（2018年）。主要城镇为帕米耶。

## 辖区
帕米耶区辖有91个市镇。